# Medicinmannen (roman)
Medicinmannen (originaltitel The Cunning Man) blev Robertson Davies sista roman. I hans brev framkommer att han hade tänkt bygga en trilogi även på denna bok. Romanen publicerades 1994 och utkom i svensk översättning 1997.